# 2016 год в науке
В 2016 году были различные научные и технологические события, некоторые из которых представлены ниже.

## События

### Январь
- 15 января
  - Опубликован отчёт с гипотезой о том, что найденная в июне 2015 года сверхновая ASASSN-15lh[англ.] имеет яркость, более чем вдвое превышающую яркость самых ярких зарегистрированных сверхновых[1]. Позже выяснилось, что событие ASASSN-15lh было приливным разрушением солнцеподобной звезды, вызванным влиянием быстровращающейся сверхмассивной чёрной дыры массой как минимум 100 млн масс Солнца[2].
  - С космодрома Сичань запущен первый белорусский телекоммуникационный спутник Belintersat-1[3].
- 17 января — на МКС впервые расцвело растение, это была декоративная цинния[4][5].
- 20 января — сотрудники Калифорнийского технологического института Майкл Браун и Константин Батыгин объявили об открытии в солнечной системе новой планеты[6][7].
- 27 января — было объявлено, что компьютерная программа AlphaGo впервые выиграла у профессионала в го без форы (матч проходил в октябре 2015 года).

### Февраль
- 4 февраля — в Марокко недалеко от городка Уарзазат в пустыне Сахара состоялась церемония торжественного открытия первой секции «Нур 1» на 160 мегаватт солнечной станции Уарзазат — крупнейшей в мире солнечной электростанции[8][9].
- 11 февраля — учёные коллабораций LIGO и VIRGO объявили об экспериментальном открытии 14 сентября 2015 года предсказанных Эйнштейном гравитационных волн[10][11].
- 17 февраля — японское космическое агентство JAXA запустило на орбиту рентгеновский космический телескоп Astro-H[12][13].
- 25 февраля — открыт новый кандидат в карликовые планеты 2015 KH162, находящийся на расстоянии 9,3 миллиарда километров от Солнца[14].

### Март
- 4 марта — телескоп «Хаббл» обнаружил самую удалённую из всех обнаруженных галактик, получившую обозначение GN-z11[15].
- 9 марта:
  - Полное солнечное затмение, которое можно было наблюдать в северной и центральной частях Тихого океана и на востоке Индийского океана[16].
  - Опубликовано самое детальное изображение пылевого диска у звезды IRAS 08544-4431[17].
- 11 марта — японские ученые обнаружили бактерии, разлагающие ПЭТ, используемый для производства пластиковых бутылок, на углекислый газ и воду[18].
- 14 марта — в рамках программы «Аврора» с космодрома Байконур запущена марсианская орбитальная станция «ЭкзоМарс» для поиска следов жизни[19].
- 21 марта — комета 252P/LINEAR прошла на расстоянии 5,4 млн км от Земли со стороны Южного полюса[20].
- 22 марта — комета P/2016 BA14 прошла на расстоянии 3,5 млн км от Земли. Это вторая по расстоянию от Земли комета в истории наблюдательной астрономии. Ближайшая к Земле комета D/1770 L1 прошла 1 июля 1770 года на расстоянии 2,2 млн км от Земли[20].
- 26 марта — на прессконференции в Японском аэрокосмическом агентстве JAXA сообщили, что внезапно была потеряна связь и управление с космической рентгеновской обсерваторией Astro-H, запущенной 17 февраля 2016 года с японского космодрома Tanegashima Space Center[21][22].
- 31 марта — с помощью телескопа ALMA получено самое детальное изображение протопланетного диска у звезды TW Гидры[23].

### Апрель
- 9 апреля — аэрокосмическая компания SpaceX впервые успешно посадила первую ступень ракеты-носителя Falcon 9 на плавающую платформу[24].
- 14 апреля — американскими учёными из Медицинского колледжа Бейлора[англ.] открыт новый гормон аспросин, который играет важную роль в определении содержания сахара в крови[25].
- 26 апреля — объявлено об открытии спутника у карликовой планеты Макемаке[26].
- 28 апреля — первый пуск ракеты-носителя «Союз-2.1а» со строящегося космодрома «Восточный» в Амурской области[27].

### Май
- 2 мая — астрономы открыли три потенциально обитаемые землеподобные планеты у звезды TRAPPIST-1 в созвездии Водолея[28].
- 4 мая — представлена работа, в которой говорится, что популяции леопардов по всему миру потеряли 75 % особей, начиная с 1750 года[29].
- 9 мая — представлена глобальная топографическая карта Меркурия[30].
- 13 мая — на комете 67P/Чурюмова-Герасименко обнаружили глицин и фосфор[31].
- 23 мая — Индия впервые запустила прототип многоразового транспортного космического корабля RLV-TD, который достиг высоты 65 километров[32].
- 26 мая — найдены следы существования ледникового периода на Марсе, который окончился приблизительно 370 тысяч лет назад[33].

### Июнь
- 2 июня
  - Учёные определили, что подводный «затерянный город» вблизи Ионических островов является естественным геологическим образованием[34].
  - Геофизики и археологи из Индии представили свидетельства того, что Индская цивилизация может быть самой древней в мире; она возникла около 8 тысяч лет назад[35].
  - Астрономы выяснили с помощью орбитального телескопа «Хаббл», что Вселенная расширяется на 5—9 % быстрее, чем считалось ранее[36].
- 8 июня — ИЮПАК опубликовал предложения по наименованию химических элементов № 113, 115, 117 и 118[37][38][11].
- 11 июня — археологи из Камбоджи обнаружили множество средневековых городов в окрестностях Ангкор-Вата[39].
- 13 июня — в Пекине археологи нашли под Запретным городом фундамент крупного дворца XV века[40].
- 14 июня — в межзвёздном пространстве в районе Стрелец B2 впервые обнаружена сложная органическая молекула, обладающая хиральностью — окись пропилена[41].
- 15 июня
  - У Земли открыт пятый квазиспутник, получивший наименование 2016 HO3[42].
  - Физики из международных коллабораций LIGO и VIRGO второй раз в истории наблюдений зафиксировали гравитационные волны[43].
- 16 июня — астрономами впервые в протопланетном диске звезды обнаружен метанол, присутствие которого говорит о зарождении в системе комет[44].

### Июль
- 1 июля — подошла к концу основная миссия зонда Dawn[45]. НАСА приняло решение оставить Dawn на орбите Цереры[46].
- 3 июля — в Китае завершилось строительство радиотелескопа FAST, который станет самым большим радиотелескопом в мире с заполненной апертурой[47].
- 4 июля — автоматическая межпланетная станция НАСА «Юнона», запущенная 5 августа 2011 года, вышла на полярную орбиту Юпитера для изучения магнитного поля планеты[48].
- 7 июля — обнаружена экзопланета в тройной системе звёзд HD 131399[49].
- 18 июля — опубликована работа об успешном использовании массива сверхпроводящих кубитов для расчёта энергетических уровней, результат вычисления имеет точность, достаточную для химических задач[50].

### Август
- 4 августа — закончилась миссия первого китайского лунохода Юйту, простоявшего в неподвижном состоянии на Луне после поломки 2,5 года вместо запланированных 3 месяцев, из которых он функционировал в расчётном режиме меньше 2 месяцев[51].
- 15 августа — Китай запустил первый в мире спутник «Мо-цзы», предназначенный для квантовой передачи информации на Землю[52].
- 21 августа — инженерам НАСА удалось восстановить связь с космическим аппаратом STEREO-B, одной из двух обсерваторий STEREO по изучению солнечной активности[53].
- 24 августа — у ближайшей к Солнцу звезды Проксимы Центавра обнаружена планета Проксима Центавра b в зоне обитаемости[54][11].
- 29 августа — группа учёных Международного союза геологических наук представила доклад на Международном экологическом конгрессе в Кейптауне, в котором предложили выделить отдельный геологический период антропоцен[55].

### Сентябрь
- 8 сентября
  - Запуск американской межпланетной станции OSIRIS-REx к астероиду (101955) Бенну[56].
  - Индийская организация космических исследований (ISRO) успешно провела первый рабочий запуск ракеты-носителя GSLV-F-Zero-Five с двигателем на криогенном топливе собственной разработки[57].
- 14 сентября — генетики из Монголии и Южной Кореи выяснили, что Чингисхан обладал европейскими корнями[58].
- 15 сентября — с китайского космодрома Цзюцюань состоялся успешный запуск ракеты-носителя «Чанчжэн-2F», которая вывела на орбиту Земли китайскую космическую лабораторию «Тяньгун-2»[59].
- 23 сентября — расшифрован древнейший после кумранских рукописей экземпляр Ветхого Завета, созданный в еврейской общине Эйн-Геди в III—IV веках[60].
- 25 сентября — в Китае введён в эксплуатацию радиотелескоп FAST — крупнейший в мире радиотелескоп с заполненной апертурой[61].
- 27 сентября — американские физики впервые создали квантовый «временной кристалл»[62][63].
- 30 сентября — космический зонд «Розетта» завершил 12,5-летнюю миссию, совершив жёсткую посадку на скорости 3 км/ч на комету Чурюмова — Герасименко[64][11].

### Октябрь
- 7 октября — учёные из Национальной лаборатории имени Лоуренса в Беркли опубликовали в журнале Science доклад о том, что им удалось создать самый маленький в истории транзистор с длиной затвора 1 нанометр[65].
- 16 октября — произошло успешное отделение демонстрационного десантного модуля «Скиапарелли» от орбитального модуля «Трейс Гас Орбитер» космического зонда «ЭкзоМарс»[66], за три дня до планируемой посадки его на поверхность Марса.
- 19 октября — спускаемый модуль «Скиапарелли» миссии «Экзомарс» разбился о поверхность Красной планеты[67]. «Трейс Гас Орбитер» успешно вышел на марсианскую орбиту[68].
- 20 октября — палеонтологи из музея «Век динозавров»[англ.] в австралийском штате Квинсленд опубликовали описание нового вида крупных динозавров Savannasaurus elliottorum[69].

### Ноябрь
- 28 ноября — Международный союз теоретической и прикладной химии утвердил официальные названия 113, 115, 117 и 118 элементов таблицы Менделеева[70].

### Без точных дат
- В проекте добровольных распределенных вычислений Gerasim@Home определено число диагональных латинских квадратов порядка N<10[71][72] (последовательность A274171 в OEIS и последовательность A274806 в OEIS).
- Найдена рекордная псевдотройка попарно ортогональных диагональных латинских квадратов порядка 10 с характеристикой ортогональности 74[73].

## Награды

### Нобелевские премии
- Медицина и физиология — Ёсинори Осуми — «За открытие механизмов аутофагии»[74].
- Физика — Данкан Холдейн, Джон Костерлиц и Дэйвид Таулесс — «за теоретические открытия в топологических фазовых переходах и топологических фазах материи»[75].
- Химия — Жан-Пьер Соваж, Джеймс Стоддарт и Бернард Феринга — «за разработку и синтез молекулярных машин»[76].
- Премия мира — Хуан Мануэль Сантос — «за усилия, направленные на завершение продолжавшейся более 50 лет гражданской войны»[77].
- Экономика — Оливер Харт и Бенгт Хольмстрём — «за их вклад в теорию контрактов»[78].
- Литература — Боб Дилан — «за создание новых поэтических выражений в великой американской песенной традиции»[79].

### Премия Бальцана
- Сравнительное литературоведение: Пьеро Боитани[англ.] (Италия).
- Неврология молекулярная и клеточная: Райнхард Ян[нем.] (Германия).
- Прикладная фотоника: Федерико Капассо (Италия, США).

### Премия Кавли
Лауреаты премии Кавли:
- По астрофизике: Рональд Древер, Кип Торн, Райнер Вайсс «за прямую регистрацию гравитационных волн».
- По нанотехнологии: Герд Бинниг, Кристоф Гербер, Келвин Куэйт «за разработку и создание сканирующего атомно-силового микроскопа».
- По неврологии: Ив Мардер, Майкл Мерзенич[англ.], Карла Шатц «за открытие механизмов, которые позволяют полученному опыту и нейрональной активности ремоделировать мозговые функции».

### Физика
- Премия Мильнера — За эксперименты по нейтринным осцилляциям[80].
  - Kam-Biu Luk, Yifang Wang и научная группа Daya Bay.
  - Ацуто Судзуки и научная группа KamLAND.
  - Коитиро Нисикава и научная группа K2K[англ.] / T2K[англ.].
  - Артур Макдональд и научная группа SNO.
  - Такааки Кадзита и научная группа Super-Kamiokande.
- Специальная Премия Мильнера — За открытие гравитационных волн, открывающих новые горизонты в астрономии и физике[81].
  - Рональд Древер, Кип Торн, Райнер Вайсс.
  - Авторы статьи об открытии гравитационных волн и прочие участники LIGO.

### Математика
- Абелевская премия
  - Эндрю Уайлс (Оксфордский университет) — «за его потрясающее доказательство Великой теоремы Ферма путём применения теории модулярности для полустабильных эллиптических кривых, открывающее новую эру в теории чисел»

### Информатика
- Премия Кнута — Ноам Нисан[англ.]
- Премия Тьюринга — Тим Бернерс-Ли — «за изобретение Всемирной паутины, первого веб-браузера и основополагающих протоколов и алгоритмов, повлиявших на распространение Интернета»[82].

### Большая золотая медаль имени М. В. Ломоносова
- Дмитрий Георгиевич Кнорре — за выдающийся вклад в области химии нуклеиновых кислот, аффинной модификации биополимеров, становлении важнейшего направления фармакологии — терапевтических нуклеиновых кислот и развитии методов генной терапии.
- Сидни Олтмен — за выдающийся вклад в области биохимии нуклеиновых кислот, открытие каталитической активности нуклеиновых кислот и создание новых биологически активных веществ.

### Медицина
- Премия за прорыв в области медицины[84]
  - Эдвард Бойден из Массачусетского технологического института — за разработку и реализацию методов оптогенетики — метода программирования и возбуждения нейронов с помощью света.
  - Карл Дейссерот из Стэнфордского университета — за разработку и реализацию методов оптогенетики — метода программирования и возбуждения нейронов с помощью света.
  - Джон Харди из Университетского колледжа Лондона — за открытие мутаций в гене белка-предшественника амилоида (англ. amyloid precursor protein, APP), преждевременно вызывающем болезнь Альцгеймера.
  - Хелен Хоббс из Юго-западного медицинского центра Техасского университета — за открытие генетических вариаций человека, которые изменяют уровень и распределение холестерина и других липидов, что открывает новые подходы к профилактике и предотвращению сердечно-сосудистых заболеваний и заболеваний печени.
  - Сванте Паабо из Института эволюционной антропологии общества Макса Планка — за новаторские исследования и установление последовательности древних ДНК и геномов, что по-новому осветило наше понимание путей происхождения современного человека и его эволюционные взаимоотношения с вымершими родственными видами, такими как неандертальцы, и эволюцию человеческих популяций.
- Премия Альберта Ласкера за фундаментальные медицинские исследования[85]
  - Уильям Кэлин, Питер Рэтклифф, Грегг Семенза

### Международная премия по биологии
- Стивен Хаббелл — биология биоразнообразия.

## Скончались
- 3 января — Петер Наур, датский учёный в области информатики, лауреат премии Тьюринга.
- 5 января
  - Рудольф Хааг, немецкий физик, автор теоремы Хаага[англ.], лауреат медали имени Макса Планка (1970) и премии Пуанкаре (1997).
  - Лев Николаевич Королёв, советский и российский системный программист и математик, разработчик ПО для ЭВМ БЭСМ.
- 24 января
  - Марвин Ли Мински, американский учёный в области искусственного интеллекта, лауреат премии Тьюринга.
  - Финкельштейн Дэвид, американский физик, сооткрыватель координат Эддингтона-Финкельштейна.
- 13 февраля
  - Эдвард Мак-Класки[англ.], американский инженер, соавтор метода Куайна — Мак-Класки, лауреат медали Джона фон Неймана.
  - Геннадий Алексеевич Денежкин, советский и российский учёный и конструктор в области проектирования реактивных систем залпового огня, Герой Социалистического Труда (1989).
- 19 февраля — Умберто Эко, итальянский учёный, философ, историк-медиевист, специалист по семиотике, литературный критик, писатель.
- 1 марта — Адам Дзевонский[англ.], польский и американский геофизик, лауреат премии Крафорда (1998).
- 5 марта — Рэй Томлинсон, американский программист, создатель электронной почты.
- 12 марта — Ллойд Шепли, американский математик и экономист, лауреат Нобелевской премии по экономике (2012).
- 14 марта — Джон Вернер Кан[англ.], американский металлург, лауреат премии Киото.
- 27 марта — Анатолий Иванович Савин, российский учёный, разработчик отечественной системы противокосмической обороны, Герой Социалистического Труда (1976), лауреат Сталинских и Государственных премий.
- 19 апреля — Вальтер Кон, американский физик-теоретик австрийского происхождения, лауреат Нобелевской премии по химии (1998).
- 30 апреля — Харольд Крото, британский химик, лауреат Нобелевской премии по химии (1996).
- 1 мая — Соломон Голомб, американский учёный в области теории кодирования и теории информации, популяризатор математики и науки.
- 10 мая — Илкка Хански, финский эколог, лауреат премии Бальцана (2000) и премии Крафорда (2011).
- 2 июня — Томас Киббл, британский физик, специалист по квантовой теории поля, лауреат престижных премий.
- 11 июня — Стэнли Мандельстам, американский физик-теоретик, лауреат медали Дирака (1991).
- 13 июня — Джеральд Вассербург[англ.], американский геолог, лауреат золотой медали Королевского астрономического общества (1991), премии Крафорда (1986).
- 27 июня — Саймон Рамо[англ.], американский учёный, «отец» американских межконтинентальных баллистических ракет.
- 2 июля — Рудольф Кальман, американский инженер и исследователь в области теории управления. Наиболее известен как создатель фильтра Кальмана. Лауреат премии Киото.
- 10 июля — Альфред Кнудсон, американский генетик, специалист по генетике рака. Лауреат премии Киото.
- 13 июля — Роберт Фано, американский учёный в области теории информации.
- 31 июля — Сеймур Пейперт, американский учёный в области искусственного интеллекта, педагог, создатель языка Logo.
- 2 августа — Ахмед Зевейл, египетско-американский химик, лауреат Нобелевской премии по химии (1999).
- 23 августа
  - Виктор Владимирович Пржиялковский, советский учёный в области вычислительной техники, разработчик советских ЭВМ, генеральный конструктор ЕС ЭВМ, Герой Социалистического Труда (1983).
  - Рейнхард Зельтен— немецкий экономист, лауреат Нобелевской премии по экономике (1994).
- 24 августа — Роджер Тсиен (Цянь Юнцзянь), американский генетик и химик китайского происхождения, лауреат Нобелевской премии по химии (2008).
- 25 августа
  - Джеймс Уотсон Кронин, американский физик, лауреат Нобелевской премии по физике (1980).
  - Евгений Андреевич Чернышёв, советский и российский химик, член-корреспондент РАН (1991; член-корреспондент АН СССР с 1990), лауреат Государственной премии СССР (1984), заслуженный деятель науки и техники Российской Федерации.
- 7 сентября — Джозеф Келлер, американский математик, лауреат Национальной научной медали США (1997) и премии Вольфа (1996).
- 12 сентября — Али Джаван, американский физик, изобретатель газового лазера, лауреат премии Альберта Эйнштейна (1993).
- 15 сентября — Дебора Джин, американский физик, претендентка на Нобелевскую премию по версии Thomson Reuters.
- 18 сентября — Вольфхарт Циммерман, немецкий физик, лауреат медали имени Макса Планка (1991).
- 19 сентября — Борис Авраамович Трахтенброт, советский и израильский математик в области математической логики, теории алгоритмов и кибернетики.
- 20 сентября
  - Виктор Шейнман[англ.], американский изобретатель, один из пионеров робототехники, создатель Стэнфордской руки.
  - Эрвин Хан[англ.], американский физик, открывший спиновое эхо и (в соавторстве с С. Мак-Коллом) самоиндуцированную прозрачность, лауреат премии Вольфа (физика) (1983/1984) и премии Комстока (1993).
- 23 сентября — Анджей Тарковский[англ.], польский эмбриолог, лауреат премии Японии (2002).
- 15 октября — Клим Иванович Чурюмов, советский и украинский астроном, первооткрыватель комет 67P/Чурюмова — Герасименко (1969) и C/1986 N1/Чурюмова — Солодовникова (1986).
- 21 декабря — Сидни Дрелл, американский физик, лауреат премий Эрнеста Лоуренса (1972), И. Я. Померанчука (1998), Энрико Ферми (2000) и Национальной научной медали США (2011).